# 富豪機場酒店

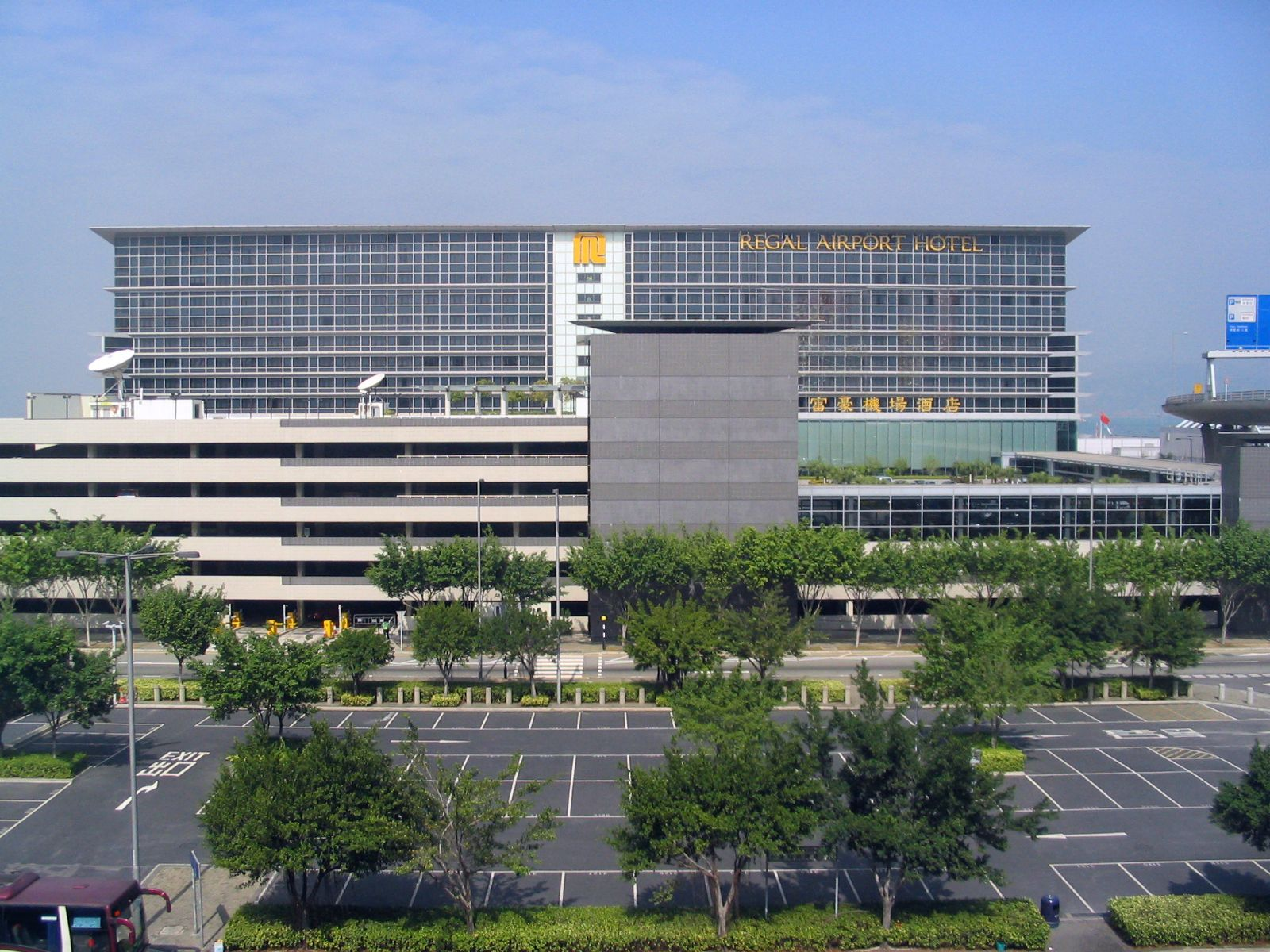
富豪機場酒店

富豪機場酒店（英語：Regal Airport Hotel）是香港最大型的五星級酒店，位於新界離島區赤鱲角香港國際機場，為香港國際機場內的首座酒店。
富豪機場酒店設有1,171間客房，以及香港最大無柱式的宴會廳，還有其他會議、餐廳及康樂設施等。酒店亦有一條提供空氣調節的行人通道連接一號客運大樓及機場行政大樓二座。

## 外部連結
- 富豪機場酒店 （页面存档备份，存于）